# Vincenzo Paglia
Vincenzo Paglia (Boville Ernica, 21 aprile 1945) è un arcivescovo cattolico italiano, dal 21 aprile 2025 presidente emerito della Pontificia accademia per la vita. È consigliere spirituale della Comunità di Sant'Egidio.

## Biografia
Vincenzo Paglia è nato a Boville Ernica il 21 aprile 1945.

### Formazione e ministero sacerdotale
Ha frequentato il Pontificio Seminario Romano Minore e poi il Pontificio Seminario Romano Maggiore, dalla prima media sino alla conclusione del ciclo di formazione. Si è laureato in teologia presso la Pontificia Università Lateranense, dove ha conseguito anche la licenza in filosofia. Si è poi laureato in Pedagogia presso l'Università di Urbino. È stato ordinato sacerdote il 15 marzo 1970 incardinandosi nella diocesi di Roma, dove ha esercitato la funzione di viceparroco a Casal Palocco dal 1970 al 1973. Successivamente è stato rettore della chiesa di Sant'Egidio in Trastevere.
Dal 1981 al 2000 è stato parroco nella basilica di Santa Maria in Trastevere e prefetto della terza prefettura di Roma. È stato a lungo segretario della Commissione Presbiterale regionale e membro della Commissione Presbiterale Italiana. È stato incaricato, di tempo in tempo, a partecipare a svariate iniziative pastorali nel campo diocesano e nazionale. È stato inoltre nominato postulatore della causa di beatificazione dell'arcivescovo di San Salvador Óscar Romero, di cui possiede una croce pettorale donatagli dal suo vescovo ausiliare Ricardo Urioste.

### Ministero episcopale
Il 4 marzo 2000 è stato nominato vescovo di Terni-Narni-Amelia, il 2 aprile ha ricevuto l'ordinazione episcopale nella basilica di San Giovanni in Laterano e ha preso possesso nella diocesi il 16 aprile.
È stato nominato dalla Santa Sede, nel settembre del 2002, presidente della Federazione biblica cattolica internazionale. Dal maggio 2004 è stato presidente della Commissione per l'ecumenismo e il dialogo della Conferenza episcopale italiana. Presso la Conferenza episcopale umbra è stato presidente della consulta per il problemi sociali, del lavoro, della giustizia e della pace, presidente della Commissione per i beni culturali e presidente della Commissione per la cultura e le comunicazioni sociali. È stato assistente ecclesiastico generale della Comunità di Sant'Egidio che segue sin dall'inizio degli anni settanta.
Ha partecipato attivamente all'associazione "Uomini e religioni" della Comunità di Sant'Egidio che organizza incontri ecumenici e interreligiosi. Importante il ruolo svolto per l'incontro interreligioso internazionale svoltosi a Bucarest, che ha permesso il viaggio del Papa in Romania, primo paese ortodosso ad essere visitato da Giovanni Paolo II ed ha operato per la visita del patriarca Teoctist a Roma. Ha inoltre favorito il conferimento della laurea honoris causa al metropolita Kirill, all'epoca responsabile del Dipartimento per gli affari esteri della Chiesa ortodossa russa.
Ha seguito con particolare cura la situazione balcanica. È stato il primo prete che ha avuto il permesso di entrare in Albania prima ancora delle prime elezioni libere del marzo 1991. È stato membro della delegazione pontificia per la prima visita pastorale in Albania; e in questa veste ha ottenuto la riapertura del seminario e la riconsegna della cattedrale di Scutari, che ha provveduto a restaurare e ripristinare al culto; ha inoltre avviato le relazioni diplomatiche tra Albania e Santa Sede.

La sua azione è stata particolarmente impegnativa per le questioni relative al Kosovo. È riuscito a realizzare l'unico accordo tra Slobodan Milošević e Ibrahim Rugova per la normalizzazione del sistema scolastico-educativo nella regione. Ha ottenuto, inoltre, il rilascio di Rugova durante la guerra del 1999. Nel 2005 ha fondato il Popoli e Religioni - Terni Film Festival di cui è presidente onorario il regista Krzysztof Zanussi e direttore artistico Arnaldo Casali.

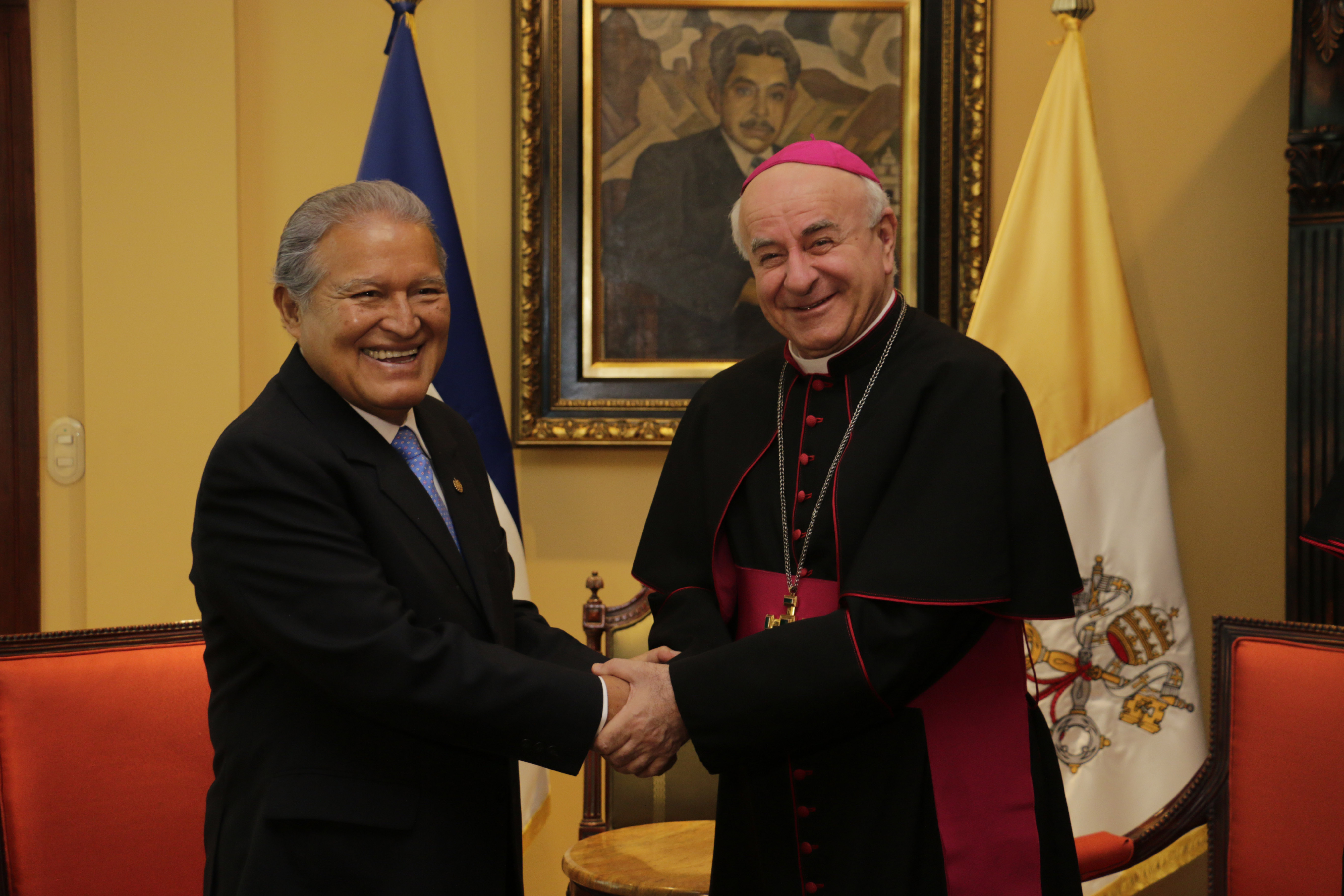
Salvador Sánchez Cerén, presidente di El Salvador, saluta il vescovo Vincenzo Paglia, postulatore della causa dell'arcivescovo Óscar Romero, in Vaticano.

Il 26 giugno 2012 è stato nominato presidente del Pontificio consiglio per la famiglia ed elevato alla dignità di arcivescovo, rimanendo al contempo amministratore apostolico della diocesi di Terni-Narni-Amelia. Il 2 febbraio 2013 gli è succeduto nell'incarico di amministratore apostolico Ernesto Vecchi, già vescovo ausiliare di Bologna, il quale ha confermato le indiscrezioni secondo le quali la curia diocesana ternana sarebbe gravemente indebitata. Il 4 febbraio 2013 ha rilasciato una dichiarazione in cui ha ipotizzato che lo Stato possa riconoscere alcuni diritti alle coppie non sposate, anche omosessuali.
Con il motu proprio Sedula Mater del 15 agosto 2016, papa Francesco ha disposto, a partire dal 1º settembre 2016, la soppressione del Pontificio consiglio per la famiglia, le cui funzioni sono state attribuite al nuovo Dicastero per i laici, la famiglia e la vita. Lo stesso giorno, pertanto, è stato nominato presidente della Pontificia accademia per la vita e gran cancelliere del Pontificio istituto Giovanni Paolo II.
Il 17 settembre 2016 ha celebrato a Livorno le esequie private del presidente emerito della Repubblica Italiana Carlo Azeglio Ciampi. Il 17 febbraio 2017 Radio Radicale diffuse alcune dichiarazioni di mons. Paglia, in occasione della presentazione dell’autobiografia postuma di Marco Giacinto Pannella, che hanno provocato perplessità e disappunto in molti cattolici e la reazione di una serie di siti e organizzazioni del laicato cattolico in quanto lo stesso Pannella per decenni ha portato avanti battaglie a favore del divorzio, dell’aborto, dell’eutanasia e del riconoscimento delle coppie gay e quindi, di fatto, in senso contrario al magistero della Chiesa.
Nel giugno 2017, papa Francesco, su indicazione di monsignor Vincenzo Paglia, nomina tra i membri dell'accademia per la vita il professor Nigel Biggar, teologo moralista anglicano, accademico all'Università di Oxford, dichiaratamente abortista. Di lui sono noti alcuni studi morali relativi a una possibile linea abortiva alle 18 settimane del feto. Ciò ha creato forte imbarazzo per la Santa Sede e disappunto nel mondo cattolico, anche perché nello statuto dell'Accademia, all'articolo 6, è previsto che i nuovi accademici (medici, biologi, teologi, giuristi, filosofi, sociologi, antropologi) sono invitati a firmare l'«Attestazione dei Servitori della Vita». Il che significa che «la qualità di Accademico si perde nel caso di azione o dichiarazione pubblica e deliberata contraddittoria a questi principi». Mons. Paglia ha poi minimizzato l'accaduto spiegando che effettivamente il professor Biggar aveva fatto quelle affermazioni sull'aborto nel 2011 in alcune interviste ma che non aveva mai scritto nulla su tale tema e che lui stesso lo aveva contattato nei giorni successivi alla nomina dopo che erano sorte le polemiche avendo assicurazioni dall'accademico di Oxford, circa il fatto che non sarebbe entrato in futuro nel dibattito sull'aborto. Durante il suo mandato sono stati nominati membri della Pontificia accademia per la vita anche Katarina Le Blanc, docente al Karolinska Institut, che nelle sue ricerche usava cellule staminali embrionali, e don Maurizio Chiodi, docente di bioetica presso la Facoltà teologica dell'Italia settentrionale, favorevole alla fecondazione artificiale, alla contraccezione e all'omosessualità.
Il 4 ottobre 2017 papa Francesco lo ha nominato membro della Congregazione per l'evangelizzazione dei popoli, l'11 gennaio 2018 membro della Congregazione delle cause dei santi. Con riferimento alla pronuncia con cui la Corte di Cassazione francese il 28 giugno 2019 si è pronunciata contro il divieto di sospendere alimentazione e idratazione artificiali a Vincent Lambert deceduto l'11 luglio 2019, dopo dieci giorni dalla sospensione, ha destato sconcerto nel mondo cattolico la posizione del Presidente della Pontificia Accademia della Vita indirizzata a "non elaborare un giudizio etico bensì trovare vie di comunicazione che favoriscano la riconciliazione più che la controversia, e quindi a cercare insieme un accordo più ampio possibile" i cattolici impegnati a favore della vita gli hanno ricordato che dinnanzi ad un valore non negoziabile non si possa prospettare un accordo. Nell'agosto 2022 ha definito la legge 194 sull'aborto «un pilastro della società», dicendo che non «è assolutamente in discussione».
Durante l'emergenza Covid-19 ha pubblicato il libro Pandemia e fraternità (edito da Piemme) che riflette sull'impatto che l'emergenza sanitaria ha avuto sulla vita quotidiana e sulle relazioni umane e promosso la realizzazione di un documento da parte della Pontificia accademia per la vita. A seguito dello scandalo del Pio Albergo Trivulzio ha invocato la chiusura delle case di riposo.
Il 21 aprile 2025, giorno del compimento dell'80º anno di età, è cessato dagli incarichi di presidente della Pontificia accademia per la vita e di gran cancelliere del Pontificio istituto Giovanni Paolo II; in quest'ultimo incarico gli è succeduto, il 19 maggio seguente, il cardinale Baldassare Reina. Il 27 maggio gli è succeduto a capo della Pontificia accademia per la vita monsignor Renzo Pegoraro.

## Curiosità
Il 29 settembre 2015 è stato vittima di uno scherzo del programma radiofonico La Zanzara, una finta telefonata con l’allora primo ministro Matteo Renzi, che fu poi diffusa sui media.

## Onorificenze

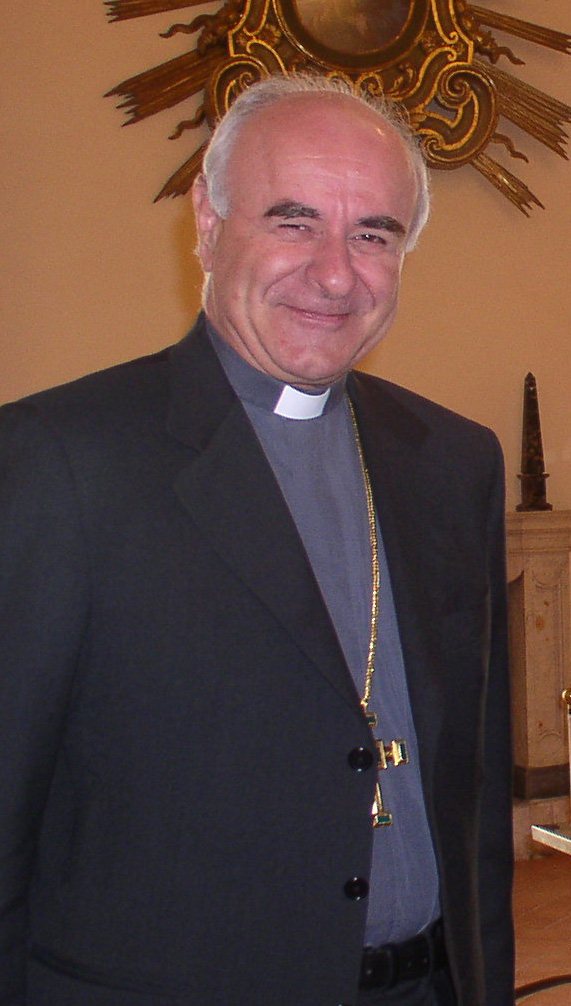
Mons. Vincenzo Paglia nel 2007.

Per il suo impegno per la pace ha ricevuto nel 1999 la Medaglia Gandhi dell'UNESCO e nel 2003 il Premio Madre Teresa dal governo albanese. È stato insignito, inoltre, nel 2004, del San Valentino d'Oro, nel 2005 del Premio per il dialogo Città di Orvieto e nel 2006 del Premio Grinzane Terra d'Otranto e il "III centenario di San Danilo principe di Mosca" consegnatogli dal Patriarca Alessio. Iscritto all'Ordine dei giornalisti del Lazio, collabora con riviste, giornali e programmi radiofonici e televisivi.
Il 14 luglio 2017 ha ottenuto a Latina il Premio Enea - Buone pratiche per l'Italia, nell'ambito della prima edizione del Festival politico e narrativo Come il vento nel mare e in contemporanea alla presentazione del suo volume dal titolo Sorella morte.
Ha collaborato alla cattedra di Storia contemporanea all'Università la Sapienza di Roma e ha pubblicato studi e articoli sulla storia sociale e religiosa nonché sulla storia della povertà. Significativi sono i suoi studi sul dialogo tra credenti e laici. Numerosi sono, inoltre, i volumi di carattere religioso-pastorale. Nel 2000 ha anche iniziato una serie di commenti ai libri del Nuovo Testamento, distribuiti gratuitamente a tutti gli abitanti della diocesi.

## Genealogia episcopale
La genealogia episcopale è:
- Cardinale Scipione Rebiba
- Cardinale Giulio Antonio Santori
- Cardinale Girolamo Bernerio, O.P.
- Arcivescovo Galeazzo Sanvitale
- Cardinale Ludovico Ludovisi
- Cardinale Luigi Caetani
- Cardinale Ulderico Carpegna
- Cardinale Paluzzo Paluzzi Altieri degli Albertoni
- Papa Benedetto XIII
- Papa Benedetto XIV
- Papa Clemente XIII
- Cardinale Bernardino Giraud
- Cardinale Alessandro Mattei
- Cardinale Pietro Francesco Galleffi
- Cardinale Giacomo Filippo Fransoni
- Cardinale Carlo Sacconi
- Cardinale Edward Henry Howard
- Cardinale Mariano Rampolla del Tindaro
- Cardinale Gennaro Granito Pignatelli di Belmonte
- Cardinale Pietro Boetto, S.I.
- Cardinale Giuseppe Siri
- Cardinale Giacomo Lercaro
- Vescovo Gilberto Baroni
- Cardinale Camillo Ruini
- Arcivescovo Vincenzo Paglia